# SHE LOVES YOU (YUI의 음반)
《SHE LOVES YOU》(쉬 러브즈 유)는 2012년 10월 24일에 발매된 YUI의 첫 트리뷰트 음반이다. 다른 앨범들은 한국에서도 발매된 반면, 이 앨범은 한국에서 발매되지 않는다. 이 앨범의 초회한정판을 발매할 때 응모우편을 보낸 사람들 중 추첨을 통해 100명에게 아이폰 5용 오리지널 커버를 주기도 하였다.

## 수록곡

### CD
1. How Crazy - by SCANDAL
2. Tomorrow's way - by 네고토
3. Good-bye days - by miwa
4. LIFE - by Goose house
5. Rolling star - by 쇼코 나카가와
6. Namidairo - by 이데 아야카
7. My Generation - by Kylee
8. again - by 스테레오포니
9. I remember you - by 사와이 미쿠
10. HELLO - by Dancing Dolls
11. GLORIA - by 아오이 에일
12. feel my soul - by joy
13. CHE.R.RY ~Bossa Live Version~ - by YUI

## 판매량
| 발매             | 차트             | 최고 순위 | 첫 주 판매량 | 총 판매량 | 순위에서 내려옴 |
| ---------------- | ---------------- | --------- | ------------ | --------- | --------------- |
| 2012년 10월 24일 | 오리콘 일간 차트 | 4         |              |           |                 |
| 2012년 10월 24일 | 오리콘 주간 차트 |           |              |           |                 |
| 2012년 10월 24일 | 오리콘 월간 차트 |           |              |           |                 |
| 2012년 10월 24일 | 오리콘 연간 차트 |           |              |           |                 |